# Colonial Hockey League 1996/97
Die Saison 1996/97 war die sechste reguläre Saison der Colonial Hockey League. Die zehn Teams absolvierten in der regulären Saison je 74 Begegnungen. Das punktbeste Team der regulären Saison waren die Flint Generals, während die Quad City Mallards in den Play-offs zum ersten Mal den Colonial Cup gewannen.

## Teamänderungen
Folgende Änderungen wurden vor Beginn der Saison vorgenommen:
- Die Detroit Falcons wurden nach Port Huron, Michigan, umgesiedelt und änderten ihren Namen in Port Huron Border Cats.
- Die London Wildcats kehrten nach einjähriger Inaktivität in die Liga zurück, wurden nach Dayton, Ohio, umgesiedelt und änderten ihren Namen in Dayton Ice Bandits.
- Die Saginaw Wheels änderten ihren Namen in Saginaw Lumber Kings.
- Die Thunder Bay Senators änderten ihren Namen in Thunder Bay Thunder Cats.

## Reguläre Saison

### Abschlusstabelle
Abkürzungen: GP = Spiele, W = Siege, L = Niederlagen, T = Unentschieden, OTL = Niederlage nach Overtime, GF = Erzielte Tore, GA = Gegentore, Pts = Punkte
| East Division          | GP | W  | L  | T  | GF  | GA  | Pts |
| ---------------------- | -- | -- | -- | -- | --- | --- | --- |
| Flint Generals         | 74 | 55 | 18 | 1  | 371 | 232 | 111 |
| Brantford Smoke        | 74 | 42 | 25 | 7  | 321 | 286 | 91  |
| Port Huron Border Cats | 74 | 38 | 31 | 5  | 280 | 288 | 81  |
| Utica Blizzard         | 74 | 22 | 42 | 10 | 278 | 385 | 54  |
| Saginaw Lumber Kings   | 74 | 21 | 48 | 5  | 263 | 399 | 47  |

| West Division            | GP | W  | L  | T | GF  | GA  | Pts |
| ------------------------ | -- | -- | -- | - | --- | --- | --- |
| Quad City Mallards       | 74 | 51 | 20 | 3 | 384 | 245 | 105 |
| Madison Monsters         | 74 | 46 | 21 | 7 | 315 | 259 | 99  |
| Thunder Bay Thunder Cats | 74 | 43 | 23 | 8 | 333 | 266 | 94  |
| Muskegon Fury            | 74 | 39 | 29 | 6 | 268 | 257 | 84  |
| Dayton Ice Bandits       | 74 | 13 | 53 | 8 | 216 | 412 | 34  |

## Colonial-Cup-Playoffs
| Colonial-Cup-Viertelfinale | Colonial-Cup-Viertelfinale | Colonial-Cup-Viertelfinale |    |                    | Colonial-Cup-Halbfinale | Colonial-Cup-Halbfinale | Colonial-Cup-Halbfinale |  |  | Colonial-Cup-Finale | Colonial-Cup-Finale | Colonial-Cup-Finale |
|                            |                            |                            |    |                    |                         |                         |                         |  |  |                     |                     |                     |
| E1                         | Flint Generals             | 3                          |    |                    |                         |                         |                         |  |  |                     |                     |                     |
| E4                         | Utica Blizzard             | 0                          |    |                    |                         |                         |                         |  |  |                     |                     |                     |
| E4                         | Utica Blizzard             | 0                          | E1 | Flint Generals     | 4                       |                         |                         |  |  |                     |                     |                     |
|                            |                            |                            | E1 | Flint Generals     | 4                       |                         |                         |  |  |                     |                     |                     |
|                            | E2                         | Brantford Smoke            | 1  |                    |                         |                         |                         |  |  |                     |                     |                     |
| E2                         | E2                         | Brantford Smoke            | 1  | Brantford Smoke    | 3                       |                         |                         |  |  |                     |                     |                     |
| E2                         |                            |                            |    | Brantford Smoke    | 3                       |                         |                         |  |  |                     |                     |                     |
| E3                         | Port Huron Border Cats     | 2                          |    |                    |                         |                         |                         |  |  |                     |                     |                     |
| E3                         | Port Huron Border Cats     | 2                          | E1 | Flint Generals     | 2                       |                         |                         |  |  |                     |                     |                     |
|                            |                            |                            |    | Flint Generals     | 2                       |                         |                         |  |  |                     |                     |                     |
|                            | W1                         | Quad City Mallards         | 4  |                    |                         |                         |                         |  |  |                     |                     |                     |
| W1                         | W1                         | Quad City Mallards         | 4  | Quad City Mallards | 3                       |                         |                         |  |  |                     |                     |                     |
| W1                         |                            |                            |    | Quad City Mallards | 3                       |                         |                         |  |  |                     |                     |                     |
| W4                         | Muskegon Fury              | 0                          |    |                    |                         |                         |                         |  |  |                     |                     |                     |
| W4                         | Muskegon Fury              | 0                          | W1 | Quad City Mallards | 4                       |                         |                         |  |  |                     |                     |                     |
|                            |                            |                            | W1 | Quad City Mallards | 4                       |                         |                         |  |  |                     |                     |                     |
|                            | W3                         | Thunder Bay Thunder Cats   | 2  |                    |                         |                         |                         |  |  |                     |                     |                     |
| W2                         | W3                         | Thunder Bay Thunder Cats   | 2  | Madison Monsters   | 2                       |                         |                         |  |  |                     |                     |                     |
| W2                         |                            |                            |    | Madison Monsters   | 2                       |                         |                         |  |  |                     |                     |                     |
| W3                         | Thunder Bay Thunder Cats   | 3                          |    |                    |                         |                         |                         |  |  |                     |                     |                     |

## Vergebene Trophäen

### Mannschaftstrophäen
| Auszeichnung                               | Team               |
| ------------------------------------------ | ------------------ |
| Colonial Cup Gewinner der Playoffs         | Quad City Mallards |
| Tarry Cup Bestes Team der regulären Saison | Flint Generals     |